# تارا اندروز
تارا اندروز (انگلیسی: Tara Andrews؛ زادهٔ ۱۳ مارس ۱۹۹۴) بازیکن فوتبال اهل استرالیا است.
وی همچنین در تیم ملی فوتبال زنان استرالیا بازی کرده‌است.